# 高新街街道
高新街街道是中华人民共和国新疆维吾尔自治区乌鲁木齐市新市区下辖的一个街道办事处。

## 行政区划
高新街街道下辖以下村级行政区划单位：
天津南路社区、昆明路社区、桂林路社区、新洲社区、美林社区、长沙路社区、长春南路社区、苏州路社区。